# Polkowice (gmina)
Polkowice est une gmina mixte du powiat de Polkowice, Basse-Silésie, dans le sud-ouest de la Pologne. Son siège est la ville de Polkowice, qui se situe environ 80 km au nord-ouest de la capitale régionale Wrocław.
La gmina couvre une superficie de 158,77 km2 pour une population de 26 034 habitants.

## Géographie
La gmina est bordée par les gminy de Chocianów, Grębocice, Jerzmanowa, Lubin, Radwanice, Rudna, Przemków.